# Colosso (personaggio)
Colosso (Colossus), il cui vero nome è Piotr "Peter" Nikolaievitch Rasputin (in russo Пётр Николаевич Распутин), è un personaggio dei fumetti statunitensi creato da Len Wein (testi) e Dave Cockrum (disegni), pubblicato dalla Marvel Comics. Apparso per la prima volta sulle pagine dell'albo speciale fuori serie Giant-Size X-Men n. 1 (maggio 1975), Colosso è un supereroe mutante di origini russe membro degli X-Men, appartenente alla seconda generazione del gruppo.

## Biografia del personaggio

### Origini
Piotr Rasputin nacque nel kolchoz di Ust'-Ordynskij vicino al lago Baikal, Siberia, nel cuore dell'Unione Sovietica, da Nikolai Rasputin e da Alexandra Natalya Rasputina. Molto protettivo, come il fratello Mikhail, nei confronti della sorellina Illyana, Piotr sviluppa verso di lei un forte legame affettivo arrivando perfino a soprannominarla "Fiocco di neve" (Snowflake). Giovane gentile e a modo con uno spiccato talento artistico, la rivelazione della sua natura mutante, emersa quando salvò Illyana dalla collisione con un trattore, non gli portò alcuna discriminazione da parte dei suoi amici e della sua famiglia.
Utilizzando i propri poteri per il bene della comunità si mostrò riluttante ad accettare l'offerta di Charles Xavier di entrare a far parte della nuova formazione degli X-Men. Tuttavia, su insistenza del padre seguì l'uomo negli Stati Uniti dove, prendendo il nome-in-codice di Colosso a causa della sua abilità di trasformare il proprio corpo in un quasi indistruttibile "acciaio organico", si unì a Banshee, Nightcrawler, Sole Ardente, Tempesta, Thunderbird e Wolverine soccorrendo la prima formazione di X-Men intrappolata all'interno dell'isola Krakoa.

### X-Men
Terminata la missione di soccorso, Colosso decise di rimanere negli Stati Uniti ed entrare stabilmente all'interno degli X-Men guidati da Ciclope. Dipinto come un animo pacifico, riflessivo e riluttante a ferire o uccidere, lo si è spesso visto mettere in pericolo la propria vita per proteggere un amico. Dopo aver combattuto contro la Guardia Imperiale Shi'ar, assieme agli altri mutanti visitò per la prima volta la Terra Selvaggia dove conobbe la nativa Nereel con la quale ebbe una breve relazione dalla quale nacque, a sua insaputa, Peter. Benché lontano da casa mantenne sempre saldi i rapporti con i suoi familiari, soprattutto con la sorella che reincontrò quando venne rapita da Miss Locke, assistente di Arcade, che chiedeva l'aiuto degli X-Men per liberare il malvagio tenuto prigioniero dal Dottor Destino. Dopo il salvataggio, come ringraziamento Arcade condizionò Colosso trasformandolo nel Proletario supereroe russo con il compito di sconfiggere gli X-Men. Tornato in sé liberò la sorella dalla prigionia e l'alloggiò allo Xavier Institute prima che venisse rapita dal demone Belasco e portata per qualche minuto nel Limbo: tale lasso di tempo per la ragazza figurò come il trascorrere di vari anni e ritornò sulla Terra sotto le sembianze della strega adolescente Magik. Fu in questo periodo che incontrò per la prima volta una ancora adolescente Kitty Pryde, con la quale iniziò una breve relazione che per motivi d'età rimase solo su un piano platonico e sconfisse il mutante Proteus, sensibile al metallo. Tempo dopo assistette alla trasformazione di Jean Grey in Fenice Nera e si scontrò nuovamente con la Guardia Imperiale Shi'ar sul lato blu della luna.
Durante la maxisaga Guerre Segrete, intrecciò un legame con la guaritrice aliena Zsaji morta cercando di salvargli la vita. Sentendosi colpevole, Peter interruppe ogni legame con Kitty quando ritornò a casa e solamente in seguito riconciliarono, facendo prendere alla loro relazione la forma di una forte e duratura amicizia. Al termine di una missione contro i Morlock, mutanti deformi abitanti le fogne di New York City, venne bloccato nella sua forma corazzata dalla quale venne liberato solo grazie all'aiuto di Kitty. Nell'arco di storie intitolato Massacro Mutante, quando la ragazza venne gravemente ferita dai Marauders Peter in un impeto di rabbia ruppe il collo di Riptide, uccidendolo; mentre durante la Caduta dei Mutanti decise di sacrificare la propria vita, assieme a quella di altri X-Men, per fermare l'Avversario. Fu più tardi riportato in vita dalla maga interdimensionale Roma e decise di continuare a far credere di essere morto, mentre gli X-Men ricollocavano la loro base in Australia. Peter decise quindi di rimandare Illyana, tornata alle sue sembianze fanciullesche, in Russia. Scomparsi uno alla volta i membri della squadra, Psylocke ebbe una visione in cui i rimanenti venivano massacrati dai Reavers e decise di far attraversare loro il Seggio Periglioso, mistico portale guidicatore di anime. Colosso, risvegliatosi, fra le strade di New York City e senza alcuna memoria del suo passato, decise di crearsi l'identità di "Peter Nicholas", diventando in breve tempo un famoso artista. Cominciato a frequentare una modella, in realtà la Morlock Callisto trasformata da Masque, si scontrò con il resto della sua tribù e fu salvato dall'intervento di Forge, Banshee e Jean Grey che decise di non restituirgli i suoi ricordi e farlo continuare a vivere in tranquillità. Tuttavia, si scoprì più tardi che Peter era telepaticamente controllato dal Re delle Ombre che gli ordinò di uccidere Xavier, il quale non ebbe altra scelta se non distruggere questa sua nuova identità per fermare il Re. Subito dopo, Colosso entrò a far parte del Gold Team guidato da Tempesta. Tornato brevemente in Russia, scoprì che il governo aveva rapito Illyana per farne riaffiorare la mutazione e dopo averla salvata la riportò in America dove assieme al team ritrovò il fratello Mikhail, precedentemente scomparso durante la sua prima missione da cosmonauta, all'interno di una dimensione parallela. Dopo che Stryfe ebbe rilasciato il virus Legacy, Illyana ne divenne una delle prime vittime, morendone in poco tempo. Il trauma generatosi da questa perdita, unito a quello dell'omicidio dei genitori avvenuto mentre questi cercavano di oltrepassare il confine russo, fece bloccare Peter nella sua forma corazzata e lasciati gli X-Men perché non più sicuro di credere negli ideali di Xavier, si unì agli Accoliti guidati da Magneto.

### Excalibur
Dopo che Avalon (base e colonia orbitale degli Accoliti) venne distrutta da Olocausto, Colosso decise di andare alla ricerca dell'unica persona, oltre la sua famiglia, a cui stava a cuore il suo benessere. Giunto a Londra, trovò Kitty fra le braccia del suo nuovo amore, Pete Wisdom e, stremato dal viaggio, arrabbiato e ancora triste per la morte della sorella, attaccò l'uomo e quasi lo uccise. Solo l'intervento di Capitan Bretagna e Meggan riuscì a fermarlo, mentre Moira MacTaggert ne curò la psiche. Accettati i cambiamenti nella vita di Kitty, Peter entrò a far parte di Excalibur riuscendo persino a farsi perdonare da Wisdom, benché il draghetto Lockheed tentasse in tutti i modi di riavvicinarlo alla sua padrona. Dopo che il gruppo si sciolse, assieme a Kitty e Nightcrawler ritornò in America e riallacciati i rapporti con Tempesta e Wolverine, deterioratisi quando aveva deciso di unirsi agli Accoliti, sviluppò un rapporto di amicizia con Marrow, new entry fra gli X-Men. Riuscito a sintetizzare la cura per il Legacy dagli appunti della deceduta dottoressa MacTaggert, Bestia informò l'intero team che la cura sarebbe dovuta entrare in circolazione attraverso l'aria, comportando la morte di colui che l'avrebbe iniettata nel proprio organismo. Pensando alla morte della sorella e a quanti ancora stessero soffrendo per il virus, Colosso decise di iniettarsi la cura sacrificandosi. Cremato il corpo, le ceneri furono affidate a Kitty che piena di tristezza ritornò in Russia e le sparse al vento.

### Ritorno
Quasi due anni dopo, durante alcune indagini circa la presunta cura diffusa dalle industrie Benetech, Bestia scoprì che i campioni sui quali erano stati effettuati i testi appartenevano a mutanti deceduti. Uno di essi, sottoposto ad accertamenti trovò un riscontro all'interno dell'archivio dello Xavier Institute e comunicata la notizia a Ciclope, l'intero team partì in missione. Giunti alla sede principale della Benetech, mentre gli altri erano impegnati nella perlustrazione dell'edificio, Kitty discese le sue fondamenta per ritrovarsi in un laboratorio sotterraneo dove era rinchiuso un redivivo Colosso. A seguito di un veloce scontro con alcuni addetti alla sicurezza, Peter rivelò alla ragazza che dopo esser morto a seguito dell'iniezione della cura era stato riportato in vita dall'alieno Ord ed il suo corpo sostituito con quello di qualcun altro. Utilizzata la cura presente nel suo sangue, Ord elaborò i dati forniti poi alla dottoressa Kavita Rao per sintetizzare Hope, siero capace di annullare permanentemente la mutazione. Riunitosi agli X-Men, Peter non perse tempo a dichiarare i propri sentimenti a Kitty ed i due poterono finalmente iniziare una relazione.

### Linea di sangue
Raggiunta la Russia in seguito alla chiamata d'aiuto di Larisa Mishchenko, sua cugina, Peter scoprì che la donna aveva iniziato una ricerca sul loro albero genealogico facendolo risalire fino a Grigori Rasputin. Sospettato d'essere un mutante il cui potere era stato trasmesso ai suoi discendenti, Larisa lo informò di una strana leggenda nella quale si profetizzava un suo prossimo ritorno a condizione che tutti i suoi discendenti, eccetto uno, venissero sacrificati per permettere al potere trasmesso loro attraverso le generazioni di concentrarsi in un unico individuo. Vecchio alleato di Rasputin, si scoprì che la persona dietro gli omicidi dei parenti di Peter altri non era che Sinistro. Uccisa Larisa, non rimanevano che lo stesso Colosso ed il fratello Mikhail a preservare la linea di sangue. Per prevenire la sua morte, il secondo decise di esiliarsi volontariamente in una dimensione parallela senza via d'uscita, in modo che se Colosso fosse stato ucciso e Grigori si fosse reincarnato nel suo corpo, non avrebbe avuto modo di lasciare tale luogo. Tuttavia, nei piani di Sinistro non pare figurare Peter, il figlio di Colosso residente nella Terra Selvaggia.

### Breakworld
Destinato a distruggere Breakworld, Colosso, assieme agli X-Men, divenne vittima dei ripetuti attacchi di Ord miranti ad eliminare la minaccia mutante. Preso in custodia dallo S.W.O.R.D., l'intero team venne trasportato sul pianeta alieno dove si scoprì che la profezia che lo vedeva come il distruttore del pianeta altro non era se non una complessa messa in scena elaborata da Aghanne, insana leader di una parte della popolazione. Scelto per via del suo speciale metallo, Colosso decise di non distruggere il pianeta, anche se le manovre difensive di Breakworld, consistenti in un enorme missile capace di frantumare in miliardi di pezzi la Terra, erano entrate in atto. Per fermare tale minaccia, Kitty decise di sacrificare la propria vita e legandosi al missile gli fece attraversare il pianeta, perdendosi poi nell'universo.
Durante World War Hulk Colosso si scontrò con Hulk alle porte dello Xavier Institute. Prima di spezzargli entrambe le braccia, il Gigante di Giada affermò che forse in passato sarebbe stato un degno avversario mentre ora era solo un altro ostacolo fra lui e la sua vendetta contro Xavier.

### Messiah Complex
Guidato da Tempesta, Colosso è parte del team di X-Men inviato alla ricerca d'informazioni sulla posizione della base di Sinistro. Presente anche alla battaglia finale sull'isola Muir, lo si vede scontrarsi con parecchi membri degli Accoliti e dei Marauders. Dopo lo scioglimento degli X-Men, assieme a Nightcrawler e Wolverine parte per un viaggio in Russia con lo scopo di ossequiare i suoi parenti deceduti. Durante un viaggio in treno, vengono però attaccati da un gruppo di robot giganti appartenenti alla Stanza Rossa, organizzazione che gestiva i mutanti russi. Catturati, vengono sottoposti a tortura e dopo esser fuggiti, si scontrano Omega Red. Sconfitto il nemico, attesero che lo S.H.I.E.L.D. lo prendesse in custodia per poi tornare a San Francisco, nuova sede degli X-Men.
Assieme a Nighthawk, She-Hulk e Blazing Skull, Atlas, Paladino e Junta, è stato brevemente parte del gruppo dei Difensori, gestiti dall'Iniziativa dei Cinquanta Stati.
Assistito da Corazza e Cannonball, guidò la prima ondata di X-Men deputata a fermare l'invasione Skrull di San Francisco. Più tardi, soccorse Anole quando non giunse al punto di rendez-vous.

### X-Infernus
Mesi dopo gli eventi che portarono alla resurrezione di Illyana, Colosso ebbe un confronto con Ciclope circa le risorse che gli X-Men stessero impegnando nella ricerca di sua sorella ancora intrappolata nel Limbo. Nel mentre, Mercury e Rockslide videro Pixie, preda della sua parte oscura, pugnala Nightcrawler al cuore facendone fuoriuscire la Spada di Magik che richiamò la sua legittima proprietaria per reclamarne il possesso. Sconfitta Pixie, Illyana si riprese l'arma e riacquistò il proprio aspetto umano prima di fuggire nel Limbo rifiutando l'aiuto degli X-Men. Sulla Terra, Ciclope decise di affidare a Nightcrawler il comando di una squadra composta da Colosso, Wolverine, Pixie, Mercury e Rockslide con il compito di ritrovare la ragazza: giunti nel reame infernale il gruppo si diresse al castello di Belasco dove Witchfire incantò Wolverine e Colosso obbligandoli a scontrarsi con i compagni; nel frattempo Nightcrawler raccolse la lama di Pixie e seguendo le istruzioni di Illyana la pugnalò al petto facendone fuoriuscire la sua Spada con la quale liberò dall'incantesimo i due X-Men. Sconfitta la minaccia rappresentata dalla strega, l'intero gruppo ritornò alle Graymalkin Industries dove Magik accettò la proposta di Ciclope di rimanere con gli X-Men.
Durante la rivolta mutante per le strade di S.F., Colosso affronta l'Uomo Ragno (appartenente ai Vendicatori di Osborn) prima alla Hayes Valley e poi sull'isola di Utopia durante lo scontro finale.

### Fear Itself
Durante l'attacco del serpente Colosso si trova a fronteggiare Il Fenomeno, ormai completamente asservito al serpente e diventato uno dei suoi avatar.
Dopo essere stato sconfitto escogita un piano per ottenere più potere e, con l'aiuto di sua sorella, riesce a recarsi alla corte di Cyttorak (il dio che prima del serpente dava i poteri al Fenomeno) chiedendogli di diventare il suo nuovo avatar e il dio, inizialmente diffidente, acconsente alla richiesta.
Colosso acquisisce quindi i poteri di Cyttorak (diventando così grosso e forte quanto Hulk) riuscendo così a respingere Il Fenomeno e a fermare, momentaneamente, la sua avanzata.

### Scisma
Colosso è uno dei primi x-men a schierarsi dalla parte di ciclope.

### A vs X
Colosso è uno dei 5 x-men (insieme a sua sorella Magik, Emma Frost, Ciclope e Namor) a ricevere la forza fenice e insieme ai suoi compagni si dirige in tutto il mondo per metter fine alle guerre e sanare la terra.
Ma sentendo la mancanza di Kitty, la sua anima gemella (e preside della scuola fondata da Logan dopo lo scisma) la invita a cena in mezzo ad un mare diviso in due dalla sua forza, Kitty cerca di convincerlo ma lui credendo che sia il suo legame con la scuola ad averle dato quella idea cerca di distruggerla.
Kitty per proteggere i suoi studenti arriva a minacciare di morte Colosso afferrandogli il cuore e rimanendo ustionata per via delle fiamme della fenice.
Colosso decide quindi di ritirarsi dopo essersi reso conto che pian piano la forza della fenice gli sta facendo perdere la sua identità

### X-Force
Dopo aver deciso di lasciare la vita da supereroe, Colosso verrà rintracciato da Cable, e sarà il penultimo a unirsi alla sua squadra, per difendere il mondo da minacce che vede grazie a un nuovo potere, la premonizione. Colosso non apprezza i metodi di Cable, e svilupperà una relazione con la mutante Domino.

### Ritorno agli X-Men
Lasciata X-Force, tornerà dagli X-Men, riconducendosi al vecchio amico Nightcrawler, appena tornato dai morti, e darà man forte nella battaglia contro i Wendingo.

## Poteri e abilità
Il potere mutante di Colosso consiste nella capacità di trasformare a comando tutti i suoi tessuti in una sorta di "metallo organico". Una volta trasformato, il suo corpo cresce in altezza e peso e amplifica a livelli sovrumani la propria forza e resistenza. Inoltre, quando si trasforma, non necessita di cibo, acqua o ossigeno per sopravvivere. Tuttavia, se trasformato, diviene vulnerabile alle armi in vibranio; pertanto, in presenza di queste, tende istintivamente a riassumere la sua forma di base. Toccando un altro individuo quando trasformato, Colosso ha la capacità di trasformare allo stesso modo colui che tocca, mantenendolo trasformato per tutta la durata del contatto fisico.
La sua resistenza nello stato metallico gli permette di resistere quasi ad ogni tipo di impatto, raggio o missile, in alcuni casi anche con disinvoltura. Nonostante la sua corazza alcuni impatti, se di particolare potenza (esplosione di grossa gittata) vengono avvertiti ma non al punto di ferirlo, al più spossarlo.
Anche nella sua forma base, il mutante dispone di forza, resistenza, velocità, agilità e riflessi eccezionali e, grazie a degli speciali addestramenti svolti sotto la guida di Wolverine, Ciclope e Nightcrawler, è divenuto esperto nel combattimento corpo a corpo e nelle acrobazie. Avendo frequentato lo Xavier Institute per intero, è anche estremamente colto.
Quando diviene l'Avatar di Cyttorak, Colosso acquisisce forza e resistenza ancora più sviluppate di quelle da lui acquisibili con la sua normale trasformazione mutante, così come altri poteri mistici. Tra questi, il potere di abbattere qualunque ostacolo gli si pari davanti quando si sposta.

## Altre versioni

Ultimate Colosso. Disegni di Mark Brooks e Brandon Peterson.

### Ultimate
Nella serie Ultimate X-Men, Colosso era invischiato in un traffico di contrabbando di armi per mantenere la propria famiglia in Russia. Unitosi agli X-Men, mostra subito una forte amicizia verso Wolverine. Tempo dopo si scopre che per utilizzare correttamente la propria mutazione fa uso della droga Banshee, capace di aumentare i poteri e la resistenza. In questa serie, Colosso ha fatto coming out sulla propria omosessualità e frequenta un altro mutante gay: Northstar.

### Era di Apocalisse
In questa continuity, Colosso, assieme alla moglie Shadowcat, è il leader del gruppo Generation Next. Bloccato nella sua forma corazza in seguito a gravi ferite, durante la battaglia finale ferisce gravemente Uomo Ghiaccio e uccide Shadowcat nel tentativo di raggiungere la sorella e salvarla.

### Giorni di un futuro passato
In questo apocalittico futuro, Colosso è nuovamente sposato con Shadowcat. I due hanno messo al mondo alcuni bambini, uccisi dalle Sentinelle. Muore durante una missione suicida per permettere a Kitty di ritornare nel passato ed impedire l'omicidio Robert Kelly, causa della degenerazione della loro linea temporale.
In questa continuity Colosso non è più il "gigante buono" restio a uccidere o a ferire la gente, ma è stato costretto dalla morte dei figli e dei compagni ad opera delle Sentinelle a non mostrare esitazioni nell'uccidere qualcuno.

## Altri media

### Cinema

#### X-Men
Nella serie di film X-Men, Colosso viene inizialmente interpretato da Daniel Cudmore, in seguito sostituito da Andre Tricoteux (con la voce di Stefan Kapičić). Il personaggio compare in:
- X-Men 2 (X2, 2003)[1]
- X-Men - Conflitto finale (X-Men: The Last Stand, 2006)[2]
- X-Men - Giorni di un futuro passato (X-Men: Days of Future Past, 2014)[2]
- Deadpool (2016)[3]
- Deadpool 2 (2018)[4]
- Colosso appare brevemente nel sequel di Deadpool 2 ambientato nel MCU, Deadpool & Wolverine (2024), doppiato ancora da Stefan Kapičić.

### Televisione
Colosso è apparso nelle varie serie a cartoni animati dedicate ai mutanti come, L'audacia degli X-Men, Insuperabili X-Men, X-Men: Evolution e Wolverine e gli X-Men. Inoltre è anche apparso anche nelle serie L'Uomo Ragno e i suoi fantastici amici, Super Hero Squad Show e Disk Wars: Avengers.

### Videogiochi
Colosso appare in quasi tutti i videogiochi dedicati ai mutanti, come:
- X-Men: Madness in Murderworld
- X-Men II: The Fall of the Mutants
- X-Men
- X-Men: Children of the Atom
- Marvel vs. Capcom 2: New Age of Heroes
- X-Men: Il regno di Apocalisse
- X-Men 2: La vendetta di Wolverine
- X-Men Legends II: L'Era di Apocalisse
- X-Men: Il gioco ufficiale
- Marvel: La Grande Alleanza
- LEGO Marvel Super Heroes
- Marvel: Sfida dei campioni
- Marvel: La Grande Alleanza 3 - L'Ordine Nero